# Ernesto Maserati
Ernesto Maserati (4 de agosto de 1898 - 1 de diciembre de 1975) era un ingeniero automotriz y piloto italiano. Intervino desde su fundación en la empresa Maserati de Módena de Bolonia el 14 de diciembre de 1914, junto con sus hermanos Alfieri Maserati, Ettore Maserati, Bindo Maserati y otros.

## Semblanza
Ernesto Maserati dirigió el taller de la empresa Maserati durante la Primera Guerra Mundial, ya que sus hermanos se unieron al ejército. Su carrera deportiva comenzó en 1924, ganando el campeonato italiano de pilotos en 1927 con el Maserati Tipo 26 y en 1930 con el Tipo 8C-2500.
Después de la muerte de su hermano Alfieri en 1932, Ernesto se convirtió en director, ingeniero jefe y único piloto de carreras de la empresa. La compañía fue vendida a Adolfo Orsi en 1937, aunque los hermanos permanecieron ligados a la firma mediante un contrato de diez años. Ernesto participó en el diseño del Maserati A6 después de la Segunda Guerra Mundial. Una vez finalizado el contrato de diez años con su antigua empresa, fundó la compañía de automóviles O.S.C.A. junto con sus hermanos Ettore y Bindo.
Murió en Bolonia en 1975.

## Resultados

### Campeonato Europeo de Pilotos
(Clave) (negrita indica pole position) (cursiva indica vuelta rápida)
| Año  | Escudería | 1   | 2       | 3   | Pos. | Puntos |
| ---- | --------- | --- | ------- | --- | ---- | ------ |
| 1931 | Maserati  | ITA | FRA Ret | BEL | 46.º | 22     |